# Mythicomyia brevis
Mythicomyia brevis är en tvåvingeart som beskrevs av Hall och Neal L. Evenhuis 1986. Mythicomyia brevis ingår i släktet Mythicomyia och familjen svävflugor.
Artens utbredningsområde är Kalifornien. Inga underarter finns listade i Catalogue of Life.